# Trick or Treat (program telewizyjny)
Trick or Treat – brytyjski program telewizyjny, który po raz pierwszy pojawił się na antenie Kanału Czwartego 13 kwietnia 2007 roku. Prowadzi go Derren Brown. To on spośród grona ochotników wybiera tych, którzy wezmą udział w programie i przeżyją niezwykłe doświadczenie. Przeżycie, jakiego doświadczy uczestnik, zależy od tego, jaką kartę wybierze. Jeżeli wylosuje kartę Trick (psikus) – dozna czegoś strasznego i przerażającego, a jeśli Treat (przyjemność) – spotka go coś miłego.  
Żaden z odcinków Trick or Treat nie jest poprzedzony wystąpieniem Derrena Browna (jak to miało miejsce w innych programach), w którym mówi, że nie korzysta z pomocy aktorów. Jednakże w kilku odcinkach jest powiedziane, że niektórzy występujący ludzie są aktorami np. załoga ambulansu w ostatnim odcinku pierwszego sezonu.

## Odcinki

### Sezon 1
Karty, których Derren Brown używa w pierwszym sezonie są zwodnicze, gdyż są to obrotowe ambigramy i można je przeczytać jako Trick albo Treat w zależności od tego, z której strony się na nie patrzy. 
| Numer odcinka | Data emisji           | Rodzaj karty        | Opis |
| ------------- | --------------------- | ------------------- | --- |
| 1             | 13 kwietnia 2007(dts) | Trick (psikus)      | Uczestnik zostaje wprowadzony w trans, zamknięty w budce fotograficznej i z Londynu przewieziony do Marrakeszu w Maroku. Budzi się w tej samej budce na tyłach kawiarni blisko głównego rynku, po czym przez kilka godzin się po nim błąka. |
| 2             | 20 kwietnia 2007(dts) | Trick (psikus)      | Uczestnik bierze udział w pokazie brzuchomówstwa, podczas którego zdaje mu się, że ma jakieś związki z manekinem. Kiedy lalka zostaje włożona do skrzynki, jemu wydaje się to samo i mówi, że nic nie widzi. |
| 3             | 27 kwietnia 2007(dts) | Treat (przyjemność) | Starsza pani uczy się jak rozpoznawać blefy i grać w pokera. Bierze udział w turnieju z profesjonalnymi graczami pokera i wygrywa wszystkie rozdania z wyjątkiem ostatniego, w którym jej przeciwnik miał po prostu szczęście. |
| 4             | 4 maja 2007(dts)      | Treat (przyjemność) | Pewna dziewczyna uczy się grać na pianinie metodami, które zalecił jej Derren, by już po tygodniu dać profesjonalny występ. Później wychodzi na jaw, że była pianistką, ale Derren Brown przekonuje, że wymazał ten fakt z jej pamięci, by pomóc jej odkryć zagubioną radość z gry i odbudować jej pewność siebie. |
| 5             | 11 maja 2007(dts)     | Trick (psikus)      | Uczestnik zostaje najpierw porwany taksówką, a potem poddany tymczasowej zmianie osobowości, po której biega po ulicach i zachowuje się jak szaleniec. |
| 6             | 18 maja 2007(dts)     | Trick (psikus)      | Uczestniczka zostaje wprowadzona w trans. Budzi się na planie zainscenizowanego wypadku drogowego, w którym widzi samą siebie martwą w samochodzie. Nie jest w stanie się ruszać a ratownicy medyczni nie reagują na jej wołania. Zanim ten odcinek został wyemitowany, był szeroko krytykowany przez brytyjską gazetę Daily Mail za trywialne i błahe podejście do zagadnienia śmierci oraz za potencjalne skrzywdzenie psychiczne uczestniczki. |

### Sezon 2
Karty, które wykorzystano w tej serii nie są już ambigramami. Wyraźnie widać, że są od siebie niezależne. Niewykluczone jednak, że Derren Brown używa swoich psychologicznych sztuczek, by zmusić uczestników do takiego wyboru jakiego on chce.
| Numer odcinka | Tytuł odcinka | Data emisji         | Rodzaj karty        | Opis |
| ------------- | ------------- | ------------------- | ------------------- | --- |
| 1             | Quiz          | 2 maja 2008(dts)    | Treat (przyjemność) | Derren uczy pewnego mężczyznę specjalnych technik pozwalających przyspieszyć naukę i zapamiętywanie różnych informacji. Potem każe mu spędzić cały tydzień na przeglądaniu setek książek - po to, by przygotował się do Nocy Mistrzów, czyli quizu, w którym biorą udział najlepsi zawodnicy. Mężczyzna jako jedyny ma też wystąpić w pojedynkę - pozostali startują w kilkuosobowych zespołach. W czasie quizu udaje mu się zająć drugie miejsce, pierwsze przypada dwóm zremisowanym zespołom. |
| 2             | Kitten        | 9 maja 2008(dts)    | Treat (przyjemność) | Pewna dziewczyna bierze udział w grze - jej zadaniem jest nie zabić kotka. Znajduje się on w metalowej klatce podłączonej do prądu, który porazi kociaka jeśli dziewczyna wciśnie guzik. Jeżeli jednak wytrzyma 5 minut i go nie zabije - wygra 500 funtów. Derren siłą sugestii nakłania ją, by wcisnęła przycisk w ostatniej sekundzie. Okazuje się jednak, że kot żyje, a ona otrzymuje pieniądze. To doświadczenie miało ją nauczyć tego, by w przyszłości nie ulegała negatywnej sugestii i stała się osobą bardziej pewną siebie. |
| 3             | Time          | 16 maja 2008(dts)   | Treat (przyjemność) | Uczestnikiem tego odcinka jest David Tennant odtwórca głównej roli w serialu Doktor Who. Derren postanowił go przekonać, że nie tylko w serialu ma zdolność podróży w czasie. Będąc w transie przenosi się do 1930 roku i podaje różne fakty, które ukazały się w gazecie tamtego dnia. Później przewiduje co przypadkowy przechodzień narysował na kartce. Okazuje się, że na rysunku jest to samo co David narysował dwadzieścia minut wcześniej. W ostatnim doświadczeniu podświadomie pisze o rzeczach, które ukażą się trzy dni później w gazecie The Guardian. Udaje mu się przewidzieć dwie wiadomości. W programie wspomniano, że Tennant zgłosił się do programu i przeszedł taką samą drogę jak wszyscy uczestnicy. |
| 4             | Escape        | 23 maja 2008(dts)   | Trick (psikus)      | Uczestniczka uczy się starożytnych technik, które pomagają uwolnić się z różnych skomplikowany i ryzykownych sytuacji. Później, ze związanymi rękami i nogami zostaje włożona do worka i wrzucona do jeziora. Udaje jej się uwolnić. W czasie programu Derren powiedział, że w wodzie oprócz uczestnika nikogo nie będzie. Wykluczone zostały też stacjonarne kamery. Jednakże, w czasie gdy przewijają się napisy końcowe, w jeziorze widać dwóch nurków. Może to sugerować, że oni ją uwolnili lub byli tam dla bezpieczeństwa. |
| 5             | Confidence    | 30 maja 2008(dts)   | Treat (przyjemność) | Derren zabiera pewnego chłopaka do klubu i poddaje testowi, by sprawdzić jak zachowuje się on w kontaktach z innymi ludźmi. Ponieważ brak mu wiary w siebie i śmiałości, Derren chce zmienić jego nastawienie. Po jakimś czasie wraca z nim w to samo miejsce i okazuje się, że chłopak został zupełnie odmieniony, stał się towarzyski i pewny siebie. Na koniec Brown poddaje go ostatniej próbie, która sprawdzi jak zachowa się on w czasie rabunku. |
| 6             | Superstition  | 6 czerwca 2008(dts) | —                   | Wszyscy wcześniejsi uczestnicy tej serii wrócili i zostali umieszczeni w pokoju z licznikiem oraz kilkoma przedmiotami. Ich zadaniem było zdobycie 100 punktów w pół godziny, nie mieli jednak pojęcia co muszą zrobić, aby je otrzymać. Nie wiedzieli też, że punkty były przyznawane przypadkowo i ich działania w pokoju nie miały na to wpływu. Później okazało się, że gdyby lepiej rozejrzeli się po pokoju zauważyliby znajdujący się pod sufitem napis informujący, że drzwi wyjściowe są otwarte i czeka za nimi 150 000 funtów, które uczestnicy otrzymają jeśli tylko wyjdą z pokoju. Nie zrobili tego, gdyż nawet nie dostrzegli napisu - byli zbyt pochłonięci wykonywaniem coraz dziwniejszych rzeczy. W dalszej części odcinka, prowadzący testuje wiarę w przekonania pewnej przesądnej kobiety - każąc jej chodzić po przerwach między płytami chodnika, rozbić lustro i przejść pod drabiną. Ponadto drogę przebiega jej czarny kot (potem Derren mówi jej, że mając takiego pecha powinna zginąć w drodze do domu). By sprawdzić, czy te zdarzenia wpłynęły na jej szczęście zostaje przeprowadzony eksperyment. W napisach końcowych pojawia się informacja, że kobieta biorąca udział w programie zginęła wracając do domu, a odcinek został poświęcony jej pamięci. Jest to oczywiście żart. |